# 鶴見修治
鶴見 修治（つるみ しゅうじ、1938年1月29日 - ）は、日本の元体操競技選手。1960年ローマオリンピック、1964年東京オリンピック体操男子団体金メダリスト。日本体操協会女子競技本部長理事、日本ドッジボール協会、日本オリンピアンズ協会の理事などを歴任。

## 人物
1960年のローマオリンピックでは鶴見ら6人はソビエト連邦を下して、男子団体で金メダルを獲得した。日本勢は男子個人総合で9位以内に全6選手が入る活躍を見せて、鶴見は個人総合で4位、あん馬で銅メダルを獲得した。続く地元日本で開かれた東京オリンピックでも団体総合金メダルに貢献、男子個人総合でも銀メダルを獲得、平行棒とあん馬でも銀メダルを獲得した。世界体操競技選手権においても、1962年のプラハ大会では個人総合で9位、1966年のドルトムント大会では2位に入り、共に団体優勝の一員となっている。1998年に永年の功績から藍綬褒章を受章している。2008年、日本人として11人目の国際体操殿堂入りを果たした。
現役引退後は、河合楽器に入社し「カワイ体育教室」で後進の指導を行った。定年退職後は、2016年3月まで私立素和美小学校の校長を務めた。